# 84-й отдельный лыжный батальон
84-й отдельный лыжный батальон — воинская часть вооружённых сил СССР в Великой Отечественной войне.

## История
Батальон сформирован в Архангельском военном округе в ноябре 1941 года.
В действующей армии с 15 декабря 1941 по 19 апреля 1942 года.
Введён в бой в ходе Тихвинской операции, к концу декабря 1941 года вышел на Волхов, до апреля 1942 года действует в районе Кириши — Лезно.
В апреле 1942 года расформирован.

## Подчинение
| Дата            | Фронт (округ)    | Армия     | Корпус | Примечания |
| --------------- | ---------------- | --------- | ------ | ---------- |
| 01.01.1942 года | Волховский фронт | 4-я армия | -      | -          |
| 01.02.1942 года | Волховский фронт | 4-я армия | -      | -          |
| 01.03.1942 года | Волховский фронт | 4-я армия | -      | -          |
| 01.04.1942 года | Волховский фронт | 4-я армия | -      | -          |